# Stephen Andrea Mpashi
Stephen Andrea Mpashi est un écrivain zambien, né en 1923 à Kasama (ancienne Rhodésie du Nord) et mort en 1998, qui écrivit la plupart de ses œuvres dans sa langue maternelle, le bemba.

## Biographie
Il fréquente le séminaire catholique de Lubushi en Zambie, puis l'Université d'Exeter en Angleterre et fait une carrière dans la fonction publique de son pays.
Il est l'auteur de plusieurs nouvelles, romans et poèmes. En 1969 il publia également en anglais la biographie de Betty Kaunda, l'épouse du président Kenneth Kaunda.

## Œuvres
- 1950 : Cekesoni aingila ubosoja (Jackson into the Army)
- 1951 : Uwakwensho bushiku (Detective Story)
- 1951 : Ubusuma bubili (Advice to women on their appearance and conduct)
- 1952 : Umucinshi (Good manners in society)
- 1955 : Icibemba na mano yaciko
- 1956 : Pano calo
- 1956 : Abapatili bafika ku baBemba (The Catholic priests arrive among the Bemba)
- 1957 : Pio akobekela vera (Pio Becomes Engaged to Vera)
- 1960 : Akatabo ka baice
- 1962 : Amalango (Bemba poems)
- 1978 : Tusoobolole Icibemba (Let's Sort out Bemba)